# فضيحة إيبيزا
قضيّة إيبيزا (بالألمانية: Ibiza-Affäre) هي فضيحة سياسية هزّت النمسا وتوّرطَ فيها عددٌ من الساسة النمساويين بما في ذلكَ هاينز كريستيان شتراخه نائب رئيس النمسا وزعيم حزب الحرية وكذا يوهان جودنوس نائب زعيم حزب الحرية. حصلت الفضيحة في 17 أيّار/مايو من عام 2019 بعد تسريبِ شريط فيديو تم تسجيلهُ بشكلٍ سري خلال اجتماعٍ عُقد في تمّوز/يوليو 2017 في جزيرة إيبيزا بإسبانيا ويظهر فيهِ السياسيَانِ المعارضان آنذاك شتراخه وجودنوس وهما بصددِ مُناقشة ممارسات حزبهم ونواياهم الخفية. في شريط الفيديو؛ يظهرُ السياسيان في نقاشٍ مع سيّدة من المُحتمل جدًا أنها ابنةُ أحد الساسة الروس وتمحور النّقاش بالضبط حول تقديم تغطية إخبارية إيجابية لحزب الحرية خلال حملتهِ الانتخابيّة مقابل تقديمهِ وعود حكوميّة عندَ الفوز. تسبّبت الفضيحة في انهيار الائتلاف النمساوي الحاكم وإعلان انتخابات مبكرة.

## الفيديو
في 17 أيّار/مايو 2019 ذكرت مجلّتا دير شبيغل وزود دويتشه تسايتونج أنّه قبل عامين عُرض على يوهان جودنوس عضو حزب الحرية تقديمَ «دعمٍ انتخابي» من قبل سيّدة يُعتقد أنها ابنة السياسي الروسي إيغور ماكاروف ثمّ قامت دير شبيغل فيما بعد بتسريبِ فيديو كان قد صُوّر سرًا خلال اجتماعٍ في فيلا مستأجرة في جزيرة إيبيزا في تموز/يوليو 2017 ويظهرُ فيهِ شتراخه وهوَ يوافق على الحصول على مساعدة من السيّدة الروسية في الانتخابات التشريعية النمساوية 2017 مُقابل تقديمهِ لها لعقودٍ عمل في النمسا بشكلٍ يُخالف القانون. شاركَ خمسة أشخاص في الاجتماع المسجّل بالفيديو ومن بين هؤلاء هاينز كريستيان شتراخه ويوهان جودنوس رفقةَ زوجتهِ تاجانا إلى جانبِ المرأة الروسية والمُترجم الخاص بها، وكان الخمسة يتحدثون أحيانًا بالإنجليزية وفي أحيان أخرى بالألمانية والروسية.
في الشريط ووفقًا لمجلّة دير شبيغل أيضًا؛ يقولُ شتراخه أنّ مستثمره زارَ روسيا في مناسبات متعددة وأنه أجرى اجتماعات مع مستشارين للرئيس الروسي فلاديمير بوتين بهدف إقامة ما أسماهُ «تعاونًا استراتيجيًا»، كما يظهرَ في الفيديو موافقة شتراخه على اقتراح المرأة الذي يقضي بتقديمها مساعدةً لحزبهِ في انتخابات عام 2017 من خلال شراء الصحيفة الشعبية الواسعة الانتشار كرونين تسايتونج وكذا التبرع لحزبهِ بأموال عبرَ جمعياتها الحزبية التي يصعب تدقيقها.
خلال المحادثة يقولُ شتراخه أيضًا إنه كان على اتصالٍ مع الإسرائيليين الذين يعارضون سياسات اليسار في إسرائيل وأنه قد دُعي إلى الصين لتعزيز التجارة بين النمسا والصين كما يتوعد بأنّ هانز بيتر هاسيلستاينر وهوَ أحد كبار المساهمين في شركة البناء ستراباغ (بالألمانية: Strabag) لن يتلقى عمولات من قبل الحكومة كما يؤكد شتراخه على أنه يريد «بناء مشهد إعلامي مثل فيكتور أوربان في المجر».

## السياق
تؤكّد إدارة دير شبيغل التي حصلت على أكثر من ست ساعات من الفيديو أنها لا تعرفُ هوية ودوافع من قاموا بتصنيعهِ وتقديمهِ لهم، كما أكّدت على أن جودنوس كانَ قد عقد عدة اجتماعات سابقة مع المرأة الروسيّة في فيينا كما ساعدَ على الترجمة خلال الاجتماع في إيبيزا كونهُ يتحدث الروسية بطلاقة. في وقت ما من اللقاء؛ يقولُ جودنوس للسيدة الروسيّة: «لا، إنه ليس فخًا.»
لقد أثارت هذه الفضيحة ضجةً كبيرةً تجاوزت النمسا إلى باقي دول أوروبا كما تحدثت عنها مختلف الصحف المحليّة والعالمية حيثُ تساءلت مثلًا اليوميّة الألمانية دي فيلت عن تسريب الفيديو في هذا الوقت على الرغمِ من تصويرهِ قبل عامين لافتةً الانتباه إلى أنّ هذا التسريب جاءَ قبل أيّامٍ قليلة فقط من انتخابات البرلمان الأوروبي لعام 2019. فيما ربطت صحيفة وينر تسايتونج الفضيحة بإحدى المجموعات الناشطة سياسيًا في ألمانيا خاصّة بعد الكشفِ عن سلوكها المشبوه على موقع تويتر وعملها على ترويجِ الفضيحة ودفع الناس للحديث عنها.
من جهة أخرى أشارَ المستشار سيباستيان كورتس إلى أوجه التشابه بينَ ما قام بهِ شتراخه والأساليب التي استخدمها مستشار الانتخابات الإسرائيلي تال سيلبيرستيان حينما تمّ احتجازه لاستجوابه بشأن تهم غسل الأموال قبلَ الانتخابات التشريعية النمساوية، وذلك بعد اتهامهِ باستخدام أساليب الحملات السلبية لدعم الحزب الديموقراطي الاجتماعي في انتخابات عام 2017.

## ما بعدَ الفضيحة

### استقالة شتراخه وجودنوس
في 18 أيّار/مايو 2019 أعلنَ هاينز كريستيان شتراخه استقالته كنائب لمستشار النمسا وكرئيسٍ لحزب الحرية وذلك في مؤتمر صحفي عقدهُ على خلفيّة ما حصل وقال إنه قدم إلى المستشار سيباستيان كورتس استقالته في تمام الساعة الحادية عشر من صباح ذلك اليوم أي قبلَ وقت قصير من بدء المؤتمر. قَبِل كورتس الاستقالة ونصحَ الرئيس ألكسندر فان دير بيلين بإقالة شتراخه رسميًا. هذا الأخير وبالرغمِ من تورطه في الفضيحة إلا أنه نصحَ بأن يشغلَ نوربرت هوفر وزير البنية التحتية والمرور ونائب رئيس حزب الحرية منصبهُ كنائبٍ للمستشار وزعيمٍ للحزب.
في المؤتمر الصحفي؛ قالَ شتراخه إن تصوير ذاك الفيديو عملٌ غير قانوني وغير أخلاقي وأعلن أنه سيتخذ الإجراءات القانونية المُمكنة ضدّ مصوري وناشري الفيديو. ومع ذلك؛ اعترفَ هاينز شتراخه بخطأه مُتمنيًا استمراريّة حكومة كورتس بدل إقالتها بالكامل. بعد وقت قصير من إعلان شتراخه استقالته؛ أعلن يوهان جودنوس هو الآخر انسحابه من جميع المناصب السياسية التي كان يشغلها.

### نهاية التحالف والانتخابات المبكرة
في 18 أيار/مايو 2019 وفي تمام الساعة 19:45 بتوقيت وسط أوروبا الصيفي؛ ألقَى المستشار النمساوي سيباستيان كورتس بيانًا رسميًا في مؤتمر صحفي أشادَ فيه بالتعاون بين الحزبين ثمّ أعلنَ عن إنهاء الحكومة الائتلافية الحالية وقال أيضًا إنه طلب من الرئيس ألكسندر فان دير بيلين إجراء انتخابات تشريعية جديدة في أقرب وقتٍ ممكن.
في اليوم التالي وبعد الاجتماع الذي عقدهُ رئيس البلاد معَ كورتس؛ قالَ ألكساندر فان دير بيلين إن أحزاب البلاد بحاجة إلى «إعادة بناء الثقة مع الناخبين» في أقرب وقت مُمكن ودعا إلى إجراء انتخابات جديدة في بداية سبتمبر من نفسِ العام.

### إقالة وزير الداخلية
في 20 أيار/مايو 2019 طلبَ المستشار كورتس في مؤتمر صحفي جديد منَ الرئيس فان دير بيلين إقالة وزير الداخلية هيربرت كيكل بسبب عدم مراعاة ما أسماها «الظروف الخطيرة» بعدَ أن عيّن بيتر جولدجروبر مديرًا عامًا للأمن العام وذلك بعد فترة وجيزة من الكشف عن الفضيحة. وكان جولدجروبر بالفعل شخصية مثيرة للجدل حتى قبل فضيحة إيبيزا حيثُ سبق وأن تورّط في قضية بي في تي في عام 2018. جولدجروبر كان يشغل منصب الأمين العام للداخلية ومعروف بعلاقاته الوثيقة مع وزير الداخلية وبعدما رقاهُ هذا الأخير وجعل منهُ مديرًا عامًا للأمن العام؛ صارَ جولدجروبر يملكُ في يدهِ سلطة جميع أجهزة إنفاذ القانون الفيدرالية.
في نفس اليوم أعلنَ الرئيس فان دير بيلين أنّ تعيين جولدجروبر باطل وَيعتقد الخبراء في مجال السياسة النمساويّة أن كيكل – وزير داخليّة البِلاد – قد عيّن جولدجروبر كمدير عام للأمن لبسطِ نفوذه على المجال الأمني باعتبار أن منصب مدير الأمن هوَ منصب بيروقراطي غير حكومي ولن يتأثر سواءً أن انتهت حكومة كورتس أو لم تفعل. على الطرفِ الآخر حاولَ حزب الحرية – المُتورط الرئيسي في هذه الفضيحة – التصعيد في موقفه ومحاولة فرض نفسه من جديد حينما أعلنَ عن نيته سحبَ جميع وزرائه في الحكومة في حالة ما إذا تجرّأ كورتس على إقالة كيكل بينما ردّ كورتس بالقول إنه سيملأ المناصب الوزارية بالخبراء وكبار البيروقراطيين إذا قام حزب الحرية بتنفيذ ما جاءَ في إعلانه.

## ردود الفعل

### باميلا راندي فاغنر
في يوم 17 أيار/مايو 2019 دعت رئيسة الحزب الديمقراطي الاجتماعي وزعيمة المعارضة باميلا راندي فاغنر إلى الاستقالة الفورية لشتراخه وجودنوس. في اليومِ التالي؛ أيّدت فاغنر نصيحة المستشار كورتس للرئيس ألكساندر فان دير بيلين بإقالة شتراخه. في وقت لاحق من ذلك اليوم؛ عُقد اجتماعٌ خاصٌ في المجلس الوطني وطَلب أعضائهُ محاسبة شتراخه وجودنوس.
عقدت راندي فاغنر هي الأخرى مؤتمًا صحفيًا للتعليق على آخر تطورات الفضيحة حيث أدانت نوايا وخطط زعماء حزب الحريّة كما أكّدت على أن الاستقالة ليست كافية بل يحتاجُ الشعب النمساوي «لتوضيحٍ كاملٍ» للقضية وإجراء انتخابات جديدة.

### فيرنر كوغلر
بعد ساعات قليلة من نشر أشرطة الفيديو؛ قال فيرنر كوغلر زعيم حزب الخضر - البديل الخضر والزعيم البارز للحزب في الانتخابات الأوروبية 2019 إن القضية يجبُ أن تُرفَع للمدعي العام. في 18 أيار/مايو أي بعدَ يومٍ واحدٍ من نشر مقطع الفيديو؛ انضمّ فيرنر إلى آلاف المحتجين في بالهاوس بلاتز مطالبًا بإجراء انتخابات جديدة. بعد استقالة شتراخه؛ دعا فارنر كوغلر إلى إقالة وزير الداخلية هيربرت كيكل كذلك.

### بيات مينل ريزينجر
في يومِ تسرّب فيديو الفضيحة؛ وصفَ مينل ريزينجر زعيم أحد الأحزاب السياسية في النمسا بأنّ ما حصلَ «أمرٌ غير مقبول» ودعا إلى استقالة شتراخه بل دعا إلى إقالةِ الحكومة بأكملها ثمّ طلب إجراء انتخابات جديدة.

### ألمانيا
صرّحت رئيسة الاتحاد الديمقراطي المسيحي أنيجريت كرامب-كارنباور بأن «الشعبويين اليمينيين في أوروبا مستعدون لبيع مصلحة بلادهم من أجل رفاههم حتى إذا كان مجرد ساندويتش ... لا يجبُ السماح لهؤلاء الأشخاص بتقلّد المسؤولية في أوروبا.» فيمَا قالَ زعيم حزب الشعب الأوروبي في البرلمان الأوروبي مانفريد ويبر: «لقد قلت ذلك لفترة طويلة وقلت ذلك مرات عديدة ... المتطرفونَ من اليسار واليمين والشعبويين ليسوا حلاً.» في حين علّق أندريا ناليس زعيم الحزب الديموقراطي الاجتماعي بالقولِ «إنه يجب إجراء انتخابات جديدة في النمسا ... استقالة شتراخه زعيم حزب الحريّة غير كافية.» في ذات السياق قالت أنالينا بيربوك زعيمة حزب الخضر الألماني « أن هذه الفضيحة تظهر أن الشعبويين اليمينيين يحتقرون قيَمنا مثل حرية الصحافة وسيادة القانون ويعملون على تآكل الديمقراطية بشكل منهجي.» نفس الأمر تقريبًا قالهُ كريستيان ليندنر زعيم الحزب الديمقراطي الحر الذي أضاف: «فيديو شتراخه يؤكد مخاوفنا ... قرار المستشار كورتس صحيحٌ بالكامل لكنّ السؤال هنا هل سينأى حزب المستشار بنفسهِ عن حزب الحرية المتورط في هذهِ الفضيحة؟»